# Milena Králíčková
Milena Králíčková (rozená Beranová; * 4. února 1972 Strakonice) je česká lékařka a vysokoškolská pedagožka, profesorka histologie a embryologie. Od února 2022 je rektorkou Univerzity Karlovy jako první žena v této funkci od založení univerzity. V letech 2014–2022 působila jako prorektorka pro studijní záležitosti Univerzity Karlovy. Na Lékařské fakultě v Plzni UK od roku 2011 vede Ústav histologie a embryologie. Od srpna 2023 je též předsedkyní České konference rektorů.

## Vzdělání
Po strakonickém gymnáziu vystudovala všeobecné lékařství na Lékařské fakultě v Plzni Univerzity Karlovy, kde promovala v roce 1996. Pro dostatek lékařů na plzeňské gynekologicko-porodnické klinice nebyla na fakultní pracoviště přijata. Na fakultě tak pokračovala v doktorském prezenčním studiu u profesora Jaroslava Slípky na ústavu histologie a embryologie. V rámci postgraduálního studia získala stipendium Fulbrightovy komise a akademický rok 1998–1999 strávila na Harvardově univerzitě v massachusettské všeobecné nemocnici, kde nastoupila do laboratoře reprodukční endokrinologie profesora Williama Crowleyho. V roce 2002 získala se svou dizertační prací „Studium vybraných defektů nervového, endokrinního a imunitního systému a jejich následků“ doktorát v oboru Anatomie, histologie a embryologie. Téhož roku rovněž atestovala v oboru gynekologie a porodnictví. Ve studiu neplodnosti tak mohla využít syntézu klinického přístupu s laboratorním výzkumem.

## Akademická dráha
V oboru Anatomie, histologie a embryologie byla v roce 2008 habilitována s prací „Studium embryo-endometriální komunikace v průběhu implantace embrya: leukemický inhibiční faktor (LIF) a gonadotropin-releasing hormon (GnRH) jako regulační faktory periimplantačních dějů“. V roce 2016 byla jmenována profesorkou v oboru histologie a embryologie na Univerzitě Karlově.
V lednu 2011 se stala vedoucí Ústavu histologie a embryologie Lékařské fakulty v Plzni UK. Pracuje také jako sekundární lékařka na Gynekologicko-porodnické klinice ve Fakultní nemocnici v Plzni. Je předsedkyní oborové rady doktorského studijního programu Anatomie, histologie a embryologie, je členkou Vědecké rady Lékařské fakulty v Plzni UK. Za svou práci získala několik ocenění, mimo jiné je od roku 2012 čestnou ambasadorkou Fulbrightovy komise.
V letech 2010 až 2014 zastávala funkci proděkanky pro rozvoj na Lékařské fakultě v Plzni, v období 2014–2022 pak byla prorektorkou pro studijní záležitosti v kolegiu rektora Tomáše Zimy.

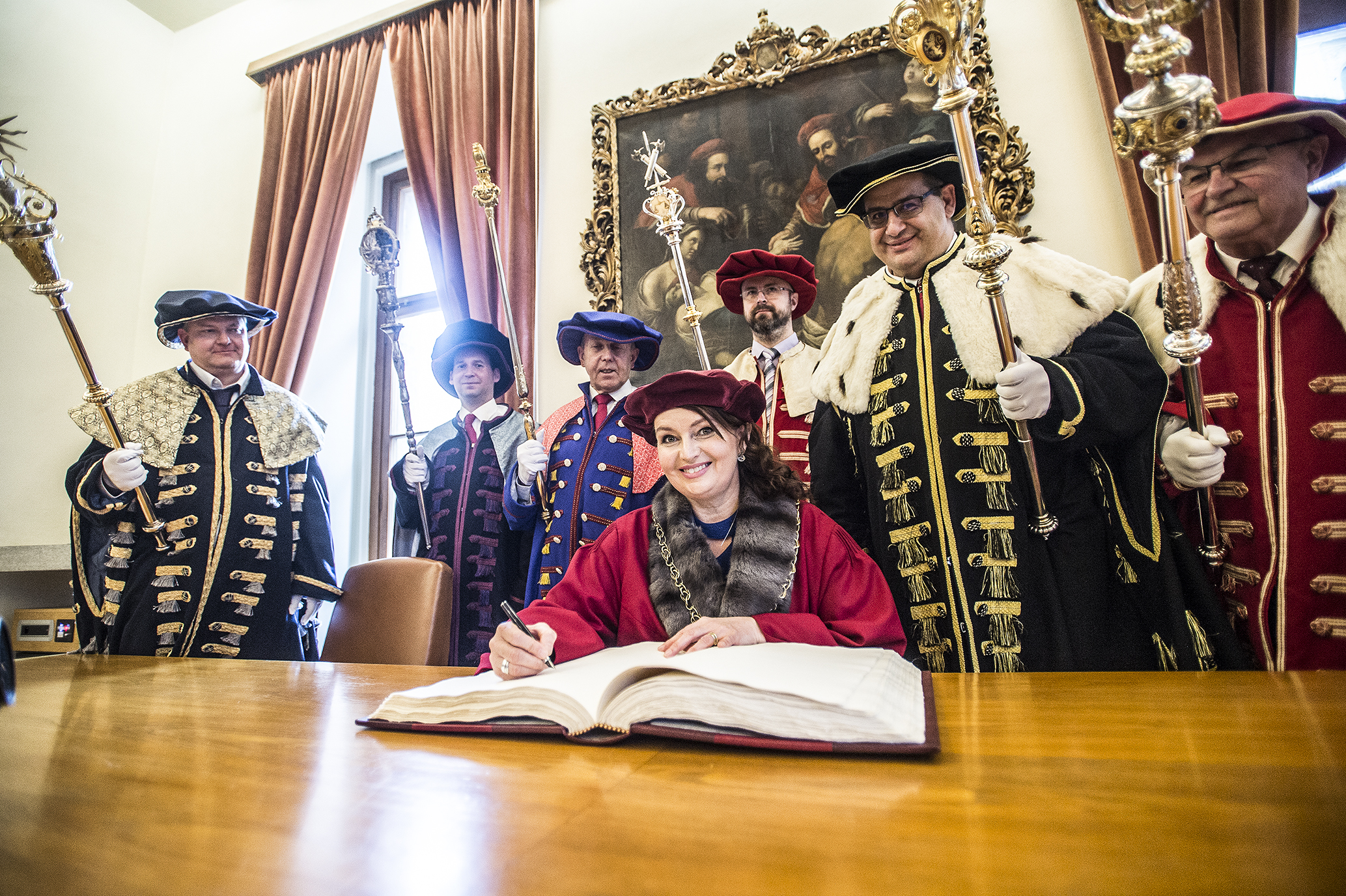
Inaugurace rektorkou Univerzity Karlovy v historickém Karolinu (2022)

Dne 2. května 2021 oznámila kandidaturu na funkci rektorky Univerzity Karlovy pro funkční období 2022–2026. Před volbou zveřejnil spolek Věda žije! informaci o jejím publikování v potenciálně predátorských časopisech, zařazených na Bealleův seznam, bez dostatečné oponentury textů. Králíčková odmítla, že by se jednalo o vědomé publikování a články měly mít jen „přehledový“ charakter. Následně požádala o jejich stažení a výmaz z osobních publikací. Akademický senát univerzity ji zvolil rektorkou 22. října 2021 již v prvním kole, se ziskem 55 hlasů. Protikandidát, historik Michal Stehlík, obdržel 14 hlasů. Funkce se ujala v února 2022. Během jejího výkonu došlo v prosinci 2023 k tragické střelbě na Filozofické fakultě UK.
Dle portálu Web of Science se stala autorkou 92 publikací (včetně abstraktů) se 1 403 citacemi. Její Hirschův index měl hodnotu 20.
V červnu 2023 byla zvolena předsedkyní České konference rektorů, a to s účinností od 1. srpna 2023. Ve funkci tak vystřídala rektora Masarykovy univerzity Martina Bareše.

## Osobní život
Narodila se roku 1972 ve Strakonicích do rodiny lékaře a matematičky. Je vdaná a má dvě dcery.

## Ocenění
- 28. října 2019 – Cena města Plzně za vedení projektů, které napomáhají zvýšení úspěšnosti léčby neplodnosti.[14]

## Kritika
Rektorka Králíčková byla kritizována mj. v souvislosti s odměnami vedení UK.